# Yoon Ji-su
Yoon Ji-su (24 gennaio 1993) è una schermitrice sudcoreana, specializzata nella sciabola.

## Palmarès
- Giochi olimpici

Tokyo 2020: bronzo nella sciabola a squadre.
Parigi 2024: argento nella sciabola a squadre.
- Mondiali

Lipsia 2017: argento nella sciabola a squadre.
Wuxi 2018: bronzo nella sciabola a squadre.
Budapest 2019: bronzo nella sciabola a squadre.